# Beresyna (Stryj, Nowyj Rosdil)
Beresyna (ukrainisch Березина; russisch Березина Beresina, polnisch Brzezina) ist ein Dorf in der ukrainischen Oblast Lwiw mit etwa 2100 Einwohnern (2001).

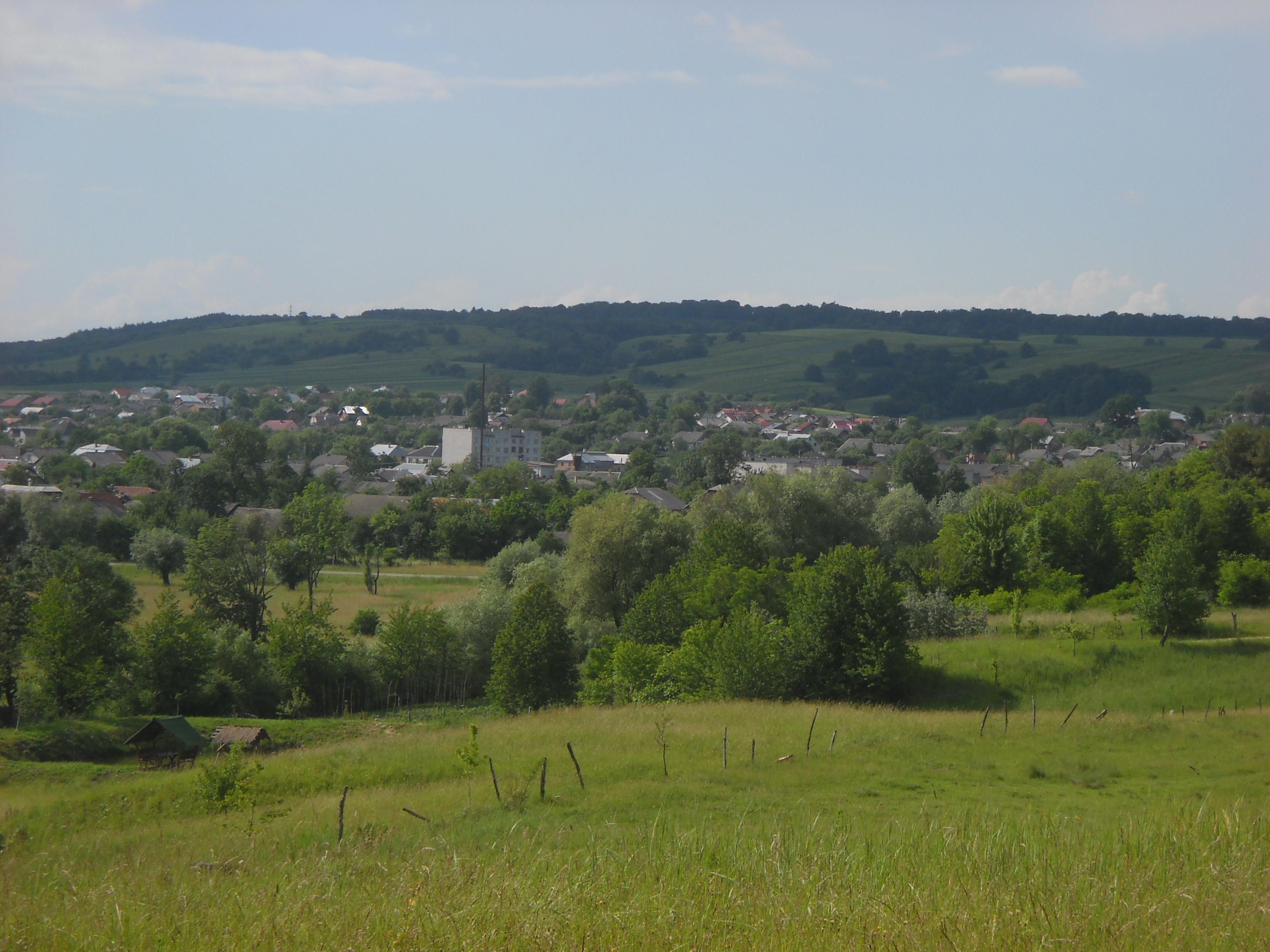
Blick ins Dorf

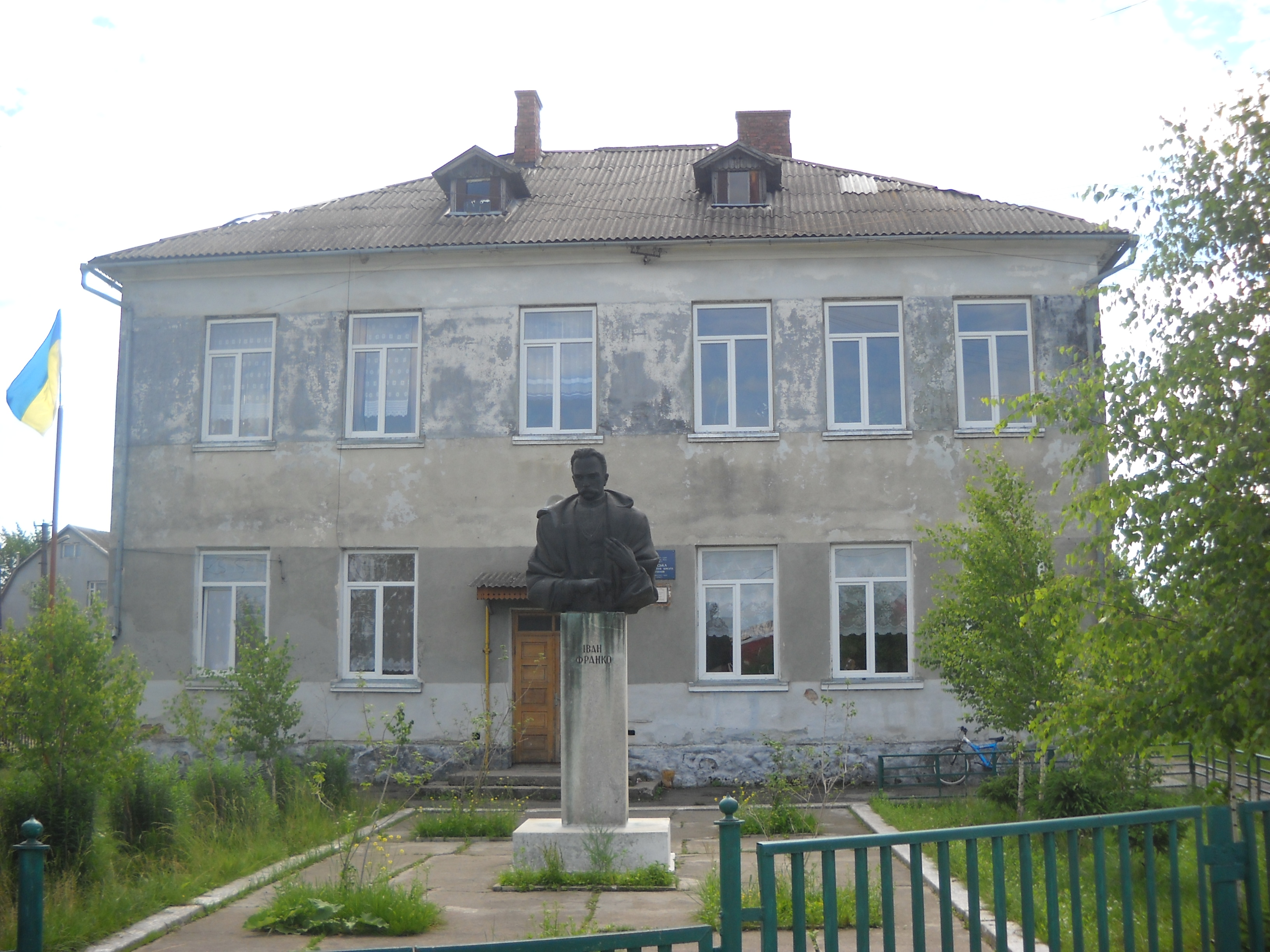
Schule mit Iwan-Franko-Denkmal

Das erstmals 1439 schriftlich erwähnte Dorf liegt in der historischen Landschaft Galizien und ist ein Teil der Stadtgemeinde Nowyj Rosdil im Rajon Stryj. Bis 2020 war es die einzige Ortschaft der gleichnamigen, 12,42 km² großen Landratsgemeinde im Süden des Rajon Mykolajiw.
Beresyna liegt, südlich an die Stadt Rosdil angrenzend, auf einer Höhe von 295 m an der Mündung der 18 km langen Kolodnyzja (Колодниця) in den Dnister, 13 km südöstlich vom Rajonzentrum Mykolajiw und 48 km südlich vom Oblastzentrum Lwiw.
Die Zusammensetzung der Dorfbevölkerung ist homogen: 99,9 % sind Ukrainer. Das Klima im Dorf ist mäßig kontinental mit hoher Luftfeuchtigkeit und häufigem Nebel.
Durch das Dorf verläuft die Territorialstraße T–14–19, die hier über eine Brücke auf das gegenüberliegende Dnisterufer führt.